# Karel Homan
Karel Blažej Homan (1. února 1835 Blovice – 29. října 1915) byl sedmým blovickým starostou úřadujícím v roce 1891.

## Biografie
Karel Blažej Homan se narodil 1. února 1835 v Blovicích. Po absolvování blovické dvouleté farní školy se vyučil u svého otce Matěje Homana hrnčířem a kamnářem, po kterém tuto živnost později převzal. Kromě blovického i okresního zastupitele byl také v roce 1891 starostou města Blovice (po odstoupení Josefa Karlíka). Za jeho starostenského působení byl postaven a vysvěcen nový hřbitov. V roce 1882 byl zakládajícím členem a pokladníkem Sboru dobrovolných hasičů Blovice a v roce 1889 i místního Sokola. Taktéž byl mezi lety 1892 a 1898 předsedou Místní školní rady v Blovicích.
Jeho manželkou byla Kateřina, rozená Pužmanová, se kterou měl dceru Růženu a dva syny: Rudolfa (prvorepublikový starosta Blovic) a Karla (právník a zemský rada).
Karel Blažej Homan zemřel 29. října 1915 ve věku 80 let.